# V4650 Стрільця
V4650 Стрільця (V4650 Sgr, qF362) — яскрава блакитна змінна (LBV) в сузір'ї Стрілець. Вона розташована приблизно за 25 000 світлових років від Землі на краю скупчення зі спалахом зореутворення, відомого як П'ять близнят.

## Відкриття

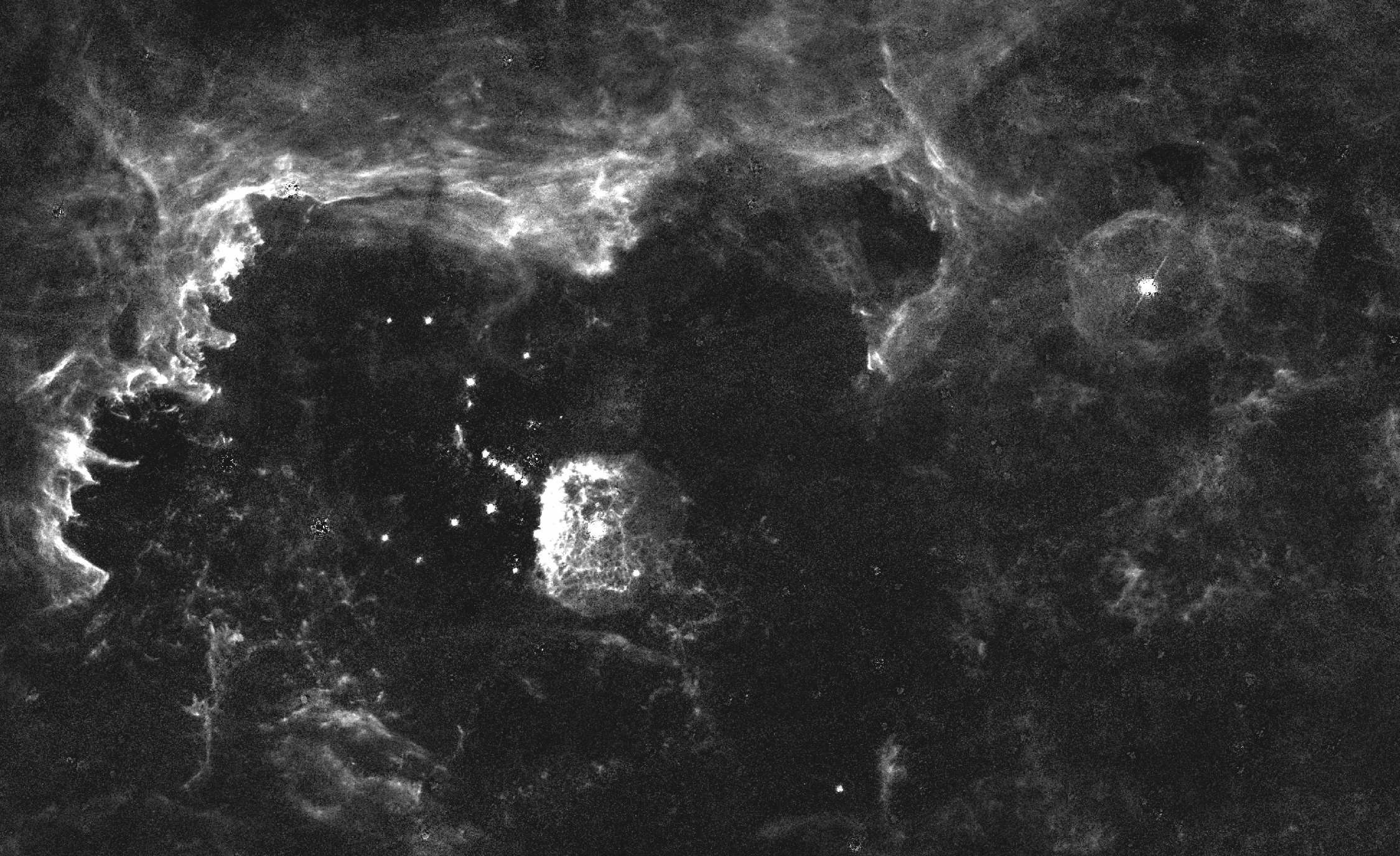
Регіон скупчення П'ять близнят, з V4650 Sgr зліва від туманності Пістолет (анотації на повнорозмірному зображенні)

V4650 Sgr вперше була каталогізована 1996 року як зірка 362 у списку зірок на ділянці галактичного центра поряд зі скупченням П'ять близнят. Для зір списку використовується абревіатура qF або FMM, тому зірка має інше позначення — qF362 чи FMM 362. Належність зорі до яскравих блакитних змінних не була визначена до 1999 року. Це одна з трьох зір цього типу поблизу скупчення П'ять близнят  (дві інші - зоря Пістолет та V4998 Стрільця), всі з яких надзвичайно яскраві.
V4650 є дуже тьмяною в оптичному діапазоні внаслідок міжзоряного поглинання і була виявлена за допомогою інфрачервоних телескопів. Огляд 2MASS встановив для неї 17-ту зоряну величину в червоному світлі, 19-ту — в блакитному світлі, а на інфрачервоних хвилях довжиною 7,5-15 мм вона має 7-му зоряну величину.

## Характеристики
Світність зорі V4650 Sgr розрахована на рівні 1 700 000 світностей сонця. Вона  справжньою яскравою блакитною змінною, хоча в неї поки що не спостерігалась зміна температури від мінімуму S Золотої Риби до більш холодного стану спалаху В інфрачервоному діапазоні її світність змінювалась від 7,0 до 7,9 зоряних величин. Вважається, що зоря має температуру поверхні 11 300 К і радіус 350 радіусів Сонця. На відміну від двох інших розташованих поруч яскравих блакитних змінних, довкола V4650 Sgr туманності не виявлено..